# اسمعیل‌آباد شورقلعه بالا
اسمعیل‌آباد شورقلعه بالا، روستایی از توابع بخش چهارباغ شهرستان ساوجبلاغ در استان البرز ایران است.

## جمعیت
این روستا در دهستان چهاردانگه قرار دارد و براساس سرشماری مرکز آمار ایران در سال ۱۳۸۵، جمعیت آن ۶۳ نفر (۱۷خانوار) بوده‌است.سال ۱۳۹۹ حدود ۳۰۰ نفر جمعیت دارد.